# Valle de Valdivielso
El valle de Valdivielso es un valle fluvial del río Ebro a su paso por el norte de la provincia de Burgos (España), limitado al norte por la sierra de la Tesla, al oeste por la sierra de Tudanca y al sur por las últimas estribaciones de La Lora. Coordenadas: 42°49.18′N 3°32.18′O / 42.81967, -3.53633.
Administrativamente, forma parte de la Merindad de Valdivielso, municipio que agrupa 14 pueblos bajo una misma alcaldía localizada en Quecedo. Estos pueblos son, siguiendo el sentido del río: Valdenoceda, Quintana de Valdivielso, Puente-Arenas, El Almiñé, Santa Olalla de Valdivielso, Toba de Valdivielso, Quecedo, Población de Valdivielso, Arroyo de Valdivielso, Valhermosa de Valdivielso, Tartalés de los Montes, Hoz de Valdivielso, Condado de Valdivielso, y Panizares.
Ver aspectos culturales e históricos en el artículo Merindad de Valdivielso.

## Flora

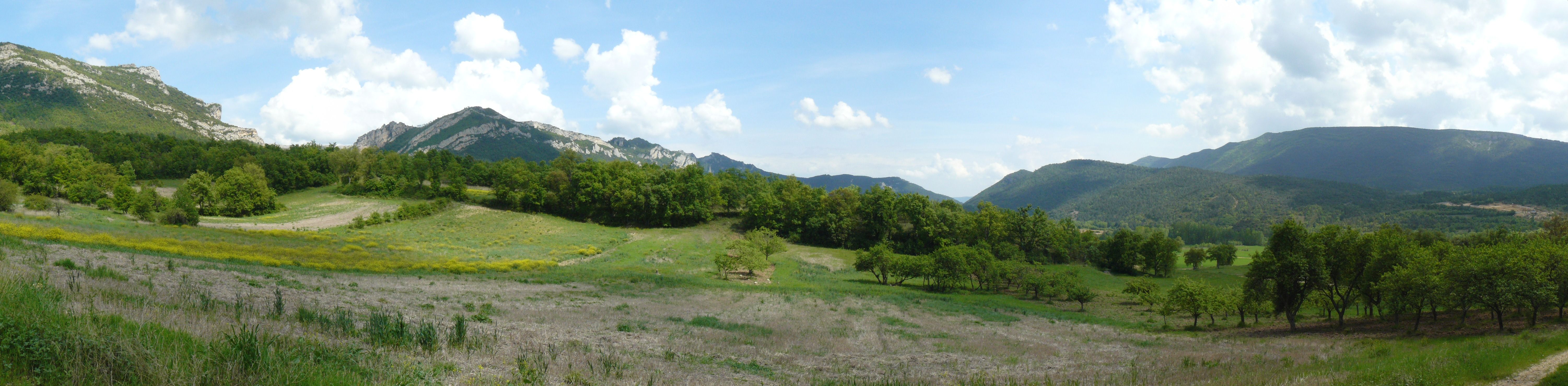
Valle de Valdivielso cerca de Valhermosa y Hoz.

En las zonas húmedas u orientadas al norte hay boj, madroño, acebo, chopo, fresno, roble, pino pinaster y algunas hayas solitarias. En las zonas secas predominan encinas, enebros y quejigos. Hay también numerosos tejos.
Agricultura: viñedos, huertos, cerezos y cereal.

## Fauna
- Mamíferos: jabalíes, corzos, tejones,ovejas, zorros, ardilla, nutria, visón europeo. El lobo dejó de poblar el valle a mediados del siglo XX.
- Aves: buitres, halcones y diferentes especies de águilas -real, perdicera y culebrera-.

## Geología

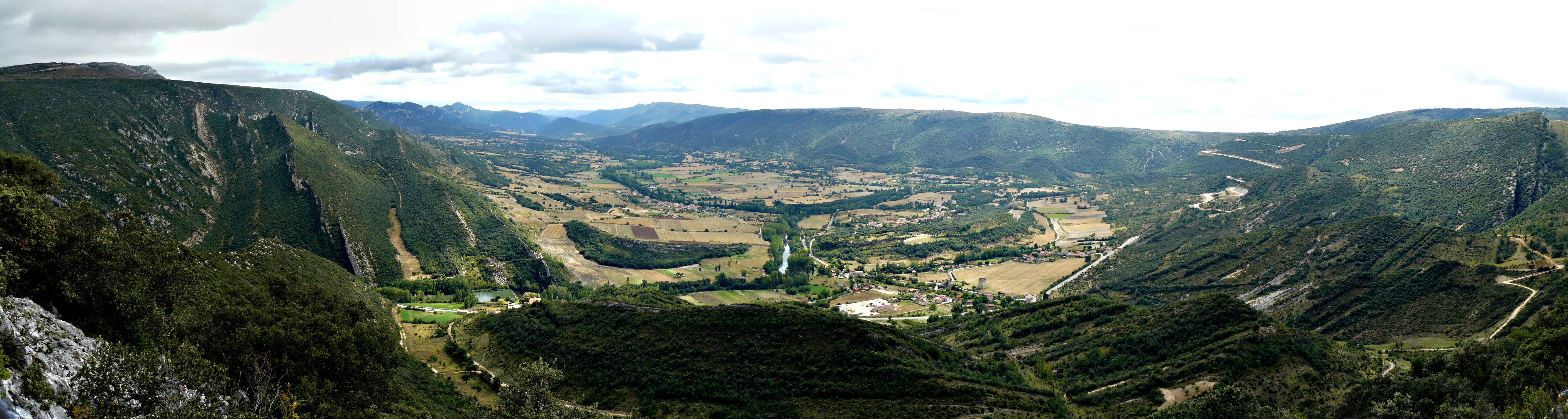
Valle de Valdivielso desde el oeste.

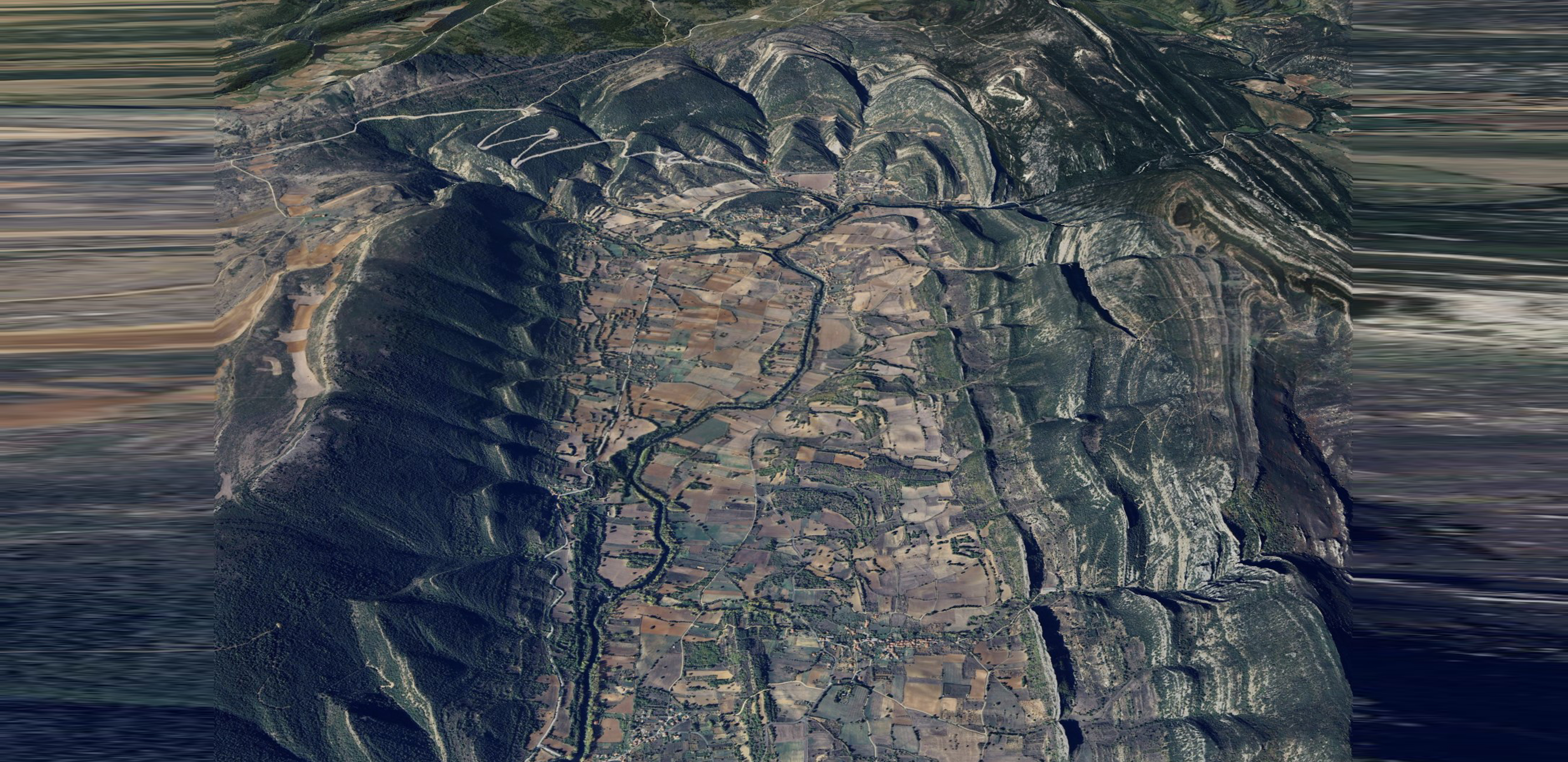
Vista aérea del Valle de Valdivielso desde el sureste, donde se aprecia el parecido a una huella de gigante.

El valle de Valdivielso constituye uno de los últimos tramos del río Ebro antes de entrar en la cuenca sedimentaria del Ebro, y define el límite norte de la meseta castellana. El valle está limitado al norte por los farallones de la sierra de la Tesla y al sur por las últimas estribaciones de las parameras calcáreas de la meseta castellana. Sigue el eje de un sinclinal relleno de sedimentos terciarios (del Paleógeno al Neógeno) que descansan sobre estratos cretácicos. En los límites norte y sur del Valle, el Ebro incide en estos estratos mesozoicos ricos en fósiles marinos. Los mismos estratos, al ser disectados por los torrentes que descienden hacia el Ebro por los flancos del sinclinal, dan origen a las formaciones conocidas como «cárcavos».
Entre las estructuras geológicas destacan el anticlinal de Tesla-Canales; el sinclinal de Valdivielso, que linda también con el sinclinal de Villarcayo; el anticlinal de Zamanzas-Puerto de la Mazorra; el anticlinal de Dobro y la plataforma estructural de los Páramos. El anticlinal de Tesla-Canales es una estructura tectónica compresiva, vergente al SSO. La orientación del plegamiento es E-O con una ligera inclinación hacia el Sur en su extremo oriental. En las hoces del río Ebro se puede apreciar la charnela del pliegue en calizas. El sinclinal de Valdivielso forma el eje del valle propiamente dicho, con dirección NO-SE. Es una depresión entre el anticlinal de Tesla y la plataforma estructural de los páramos. Los estratos cretácicos y terciarios cierran el valle por el Oeste dando lugar a un semicirco de espectaculares formas geológicas y morfológicas sobre la zona tectonizada de Zamanzas-Puerto de la Mazorra. En su parte meridional afloran desde su núcleo conglomerados, en su mayor parte calcáreos, del Mioceno. El anticlinal de Zamanzas-Puerto de la Mazorra se trata nuevamente de una estructura compresiva de dirección NO-SE con su núcleo y flanco Sur afectados por sendas fallas inversas. Los páramos se caracterizan por un conjunto de pliegues suaves, formando amplias masas estructurales formadas por sedimentos calizos y calizos-dolomíticos del Turoniense-Coniaciense. Las cavidades encontradas en la zona se concentran principalmente en la mitad noroccidental del valle.

## Hidrología
El embalse de Cereceda es el principal reservorio de agua en el valle. A la orilla del río Ebro, se abre la gruta de Fuente Sagredo. En esta surgencia se ha explorado un sifón de 75 m de desarrollo. La cavidad finaliza en un derrumbe de bloques por donde mana el agua.

## Una ruta por el valle de Valdivielso
El puerto de la Mazorra es un buen sitio para contemplar las aproximadamente 12 000 hectáreas de terreno de Valdivielso, resguardado por espesas y variadas masas forestales.
Se baja hasta Valdenoceda -torre gótica de los Velasco (siglo XVI) e iglesia románica de San Miguel (siglo XII)- para un poco más adelante tomar la primera desviación a la derecha. Se llega así a Quintana, que destaca por el colegio de Huérfanos, su palacio fortificado renacentista de San Martín y la torre almenada de Loja, del siglo XV.
Si se cruza el río Ebro se va hacia Puente Arenas, donde conviene acercarse a la ermita de San Pedro de Tejada (siglo XII), auténtica joya del románico. De nuevo en la carretera, se divisan pueblos como Quecedo -palacio de los Huidobro (siglo XV-XVI), casa de los Gómez, formaciones montañosas de los Cárcabos, cuevas de los moros (14 nichos excavados en la roca durante la época altomedieval)-, Población -iglesia plateresca de San Pedro-, Arroyo -casa palacio de los Bustamante- y Valhermosa -torre de los Saravia-.
Dejando Hoz -palacio torre de los Ruiz, herreriano- atrás se sigue hasta Panizares -formas geológicas de los cuchillos, bosque de tejos-. Se continúa hacia Cereceda y se disfruta del paraje que rodea al puente que vuelve a cruzar el río.
A la derecha del puente hay un sendero que bordea el río y que lleva a la cueva de Sagredo, a la que no se aconseja acceder ya que existe riesgo de desprendimiento. Se pasa el embalse de Cereceda y el túnel para coger la N-232 y dirigirse, en sentido inverso, hacia Condado -iglesias de San Pedro y Santa María-, Toba -castillo de Malvecino, siglo XIV- y Santa Olalla -iglesia de San Isidoro, del siglo XVI y con portada barroca-.
La vía conduce hasta El Almiñé, que posee un conjunto románico importante y una antigua calzada que asciende a la ermita de Nuestra Señora de la Hoz. Ésta formaba parte del camino medieval que servía para transportar los frutos frescos del Cantábrico hacia Burgos y Madrid.